# Rathewalde
Rathewalde ist ein Ortsteil von Hohnstein im Landkreis Sächsische Schweiz-Osterzgebirge. Zur Ortschaft Rathewalde gehören daneben die Ortsteile Zeschnig und Hohburkersdorf.

## Geographie
Rathewalde liegt östlich der sächsischen Landeshauptstadt Dresden im Norden der Sächsischen Schweiz. Es befindet sich im Nordosten des Landkreises Sächsische Schweiz-Osterzgebirge. Das Waldhufendorf liegt knapp südlich der Lausitzer Verwerfung, die die Grenze zwischen dem Lausitzer Granitmassiv im Norden und dem Elbsandsteingebirge im Süden bildet. Die Ortslage Rathewalde befindet sich in der Talwanne des Grünbaches am oberen Ausgang des Amselgrundes, rund zwei Kilometer westlich von Hohnstein.
Der größte Teil der Flur liegt auf der flachwelligen Rathewalder Randebenheit, auf der sich Elbeflussschotter der Frühelsterkaltzeit und pleistozäne Kiesmoränenreste finden lassen. Der größte Teil ist von weichselkaltzeitlichem Lößlehm bedeckt. Im äußersten Westen der Flur hat Rathewalde Anteil am Nationalpark Sächsische Schweiz. Randbereiche der Gemarkung, insbesondere die Hanglagen im Süden und Westen der Flur, sind bewaldet. Ein großer Teil der 559 Hektar umfassenden Flur wird landwirtschaftlich genutzt.
Im Osten und Südosten grenzt die Gemarkung Hohnstein an, zu der auch der Amselgrund gehört. Benachbarte Hohnsteiner Ortsteile sind außerdem Zeschnig im Nordosten und Hohburkersdorf im Norden. Im Nordwesten grenzt Stürza an, ein Ortsteil von Dürrröhrsdorf-Dittersbach. Die Wälder westlich und südwestlich bis an den Rand des Amselgrunds gehören zur Gemeinde und Gemarkung Lohmen, darunter auch die Felsformation Bastei. Nächster Ort in südlicher Richtung ist Kurort Rathen, in südwestlicher Richtung Stadt Wehlen. Westlich benachbart ist außerdem der Lohmener Ortsteil Uttewalde.
| Dobra     | Hohburkersdorf                              | Zeschnig  |
| Lohmen    | Kompassrose, die auf Nachbargemeinden zeigt | Hohnstein |
| Uttewalde | Rathen                                      | Waitzdorf |

## Tourismus
Die wichtigste Straße in Rathewalde ist die Hohnsteiner Straße, die als Staatsstraße 165 Lohmen mit Hohnstein verbindet. Von ihr zweigt die Straße Zum Amselgrund ab, die den Rathewalder Dorfkern erschließt. Auch die Ziegenrückenstraße, die als Staatsstraße 163 von Hohburkersdorf in den Bad Schandauer Ortsteil Waltersdorf führt, verläuft teils über Rathewalder Flur. Rathewalde ist an das Busnetz des Regionalverkehrs Sächsische Schweiz-Osterzgebirge (RVSOE) angeschlossen.
Durch Rathewalde führt ein Wanderweg mit blauer Streifenmarkierung von Rathen zum Hohburkersdorfer Rundblick. Am Dorfteich befindet sich zum Rasten eine ausreichende Anzahl an Bänken.
In Rathewalde ist eine kleine Kneipp-Anlage (Wassertretbecken nach Sebastian Kneipp) vorhanden.
Am nördlichen Ortsende befindet sich ein kleiner Platz mit Informationen zu Gesteinen.
Rathewalde war bis 2018 selbständiger staatlich anerkannter Erholungsort, seitdem nur noch als Bestandteil von Hohnstein.

## Baudenkmale, Sehenswürdigkeiten und Fotografien

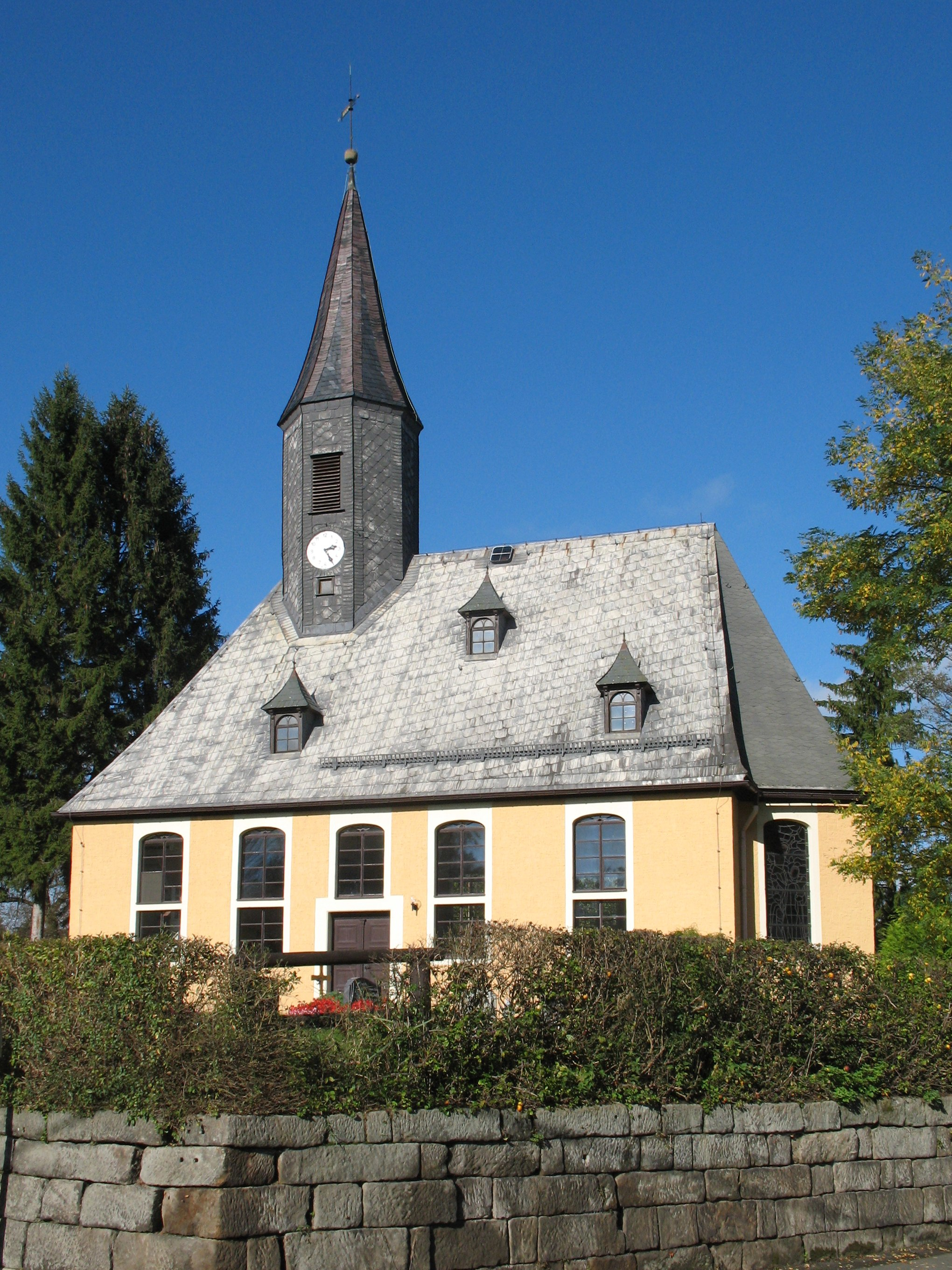
Dorfkirche

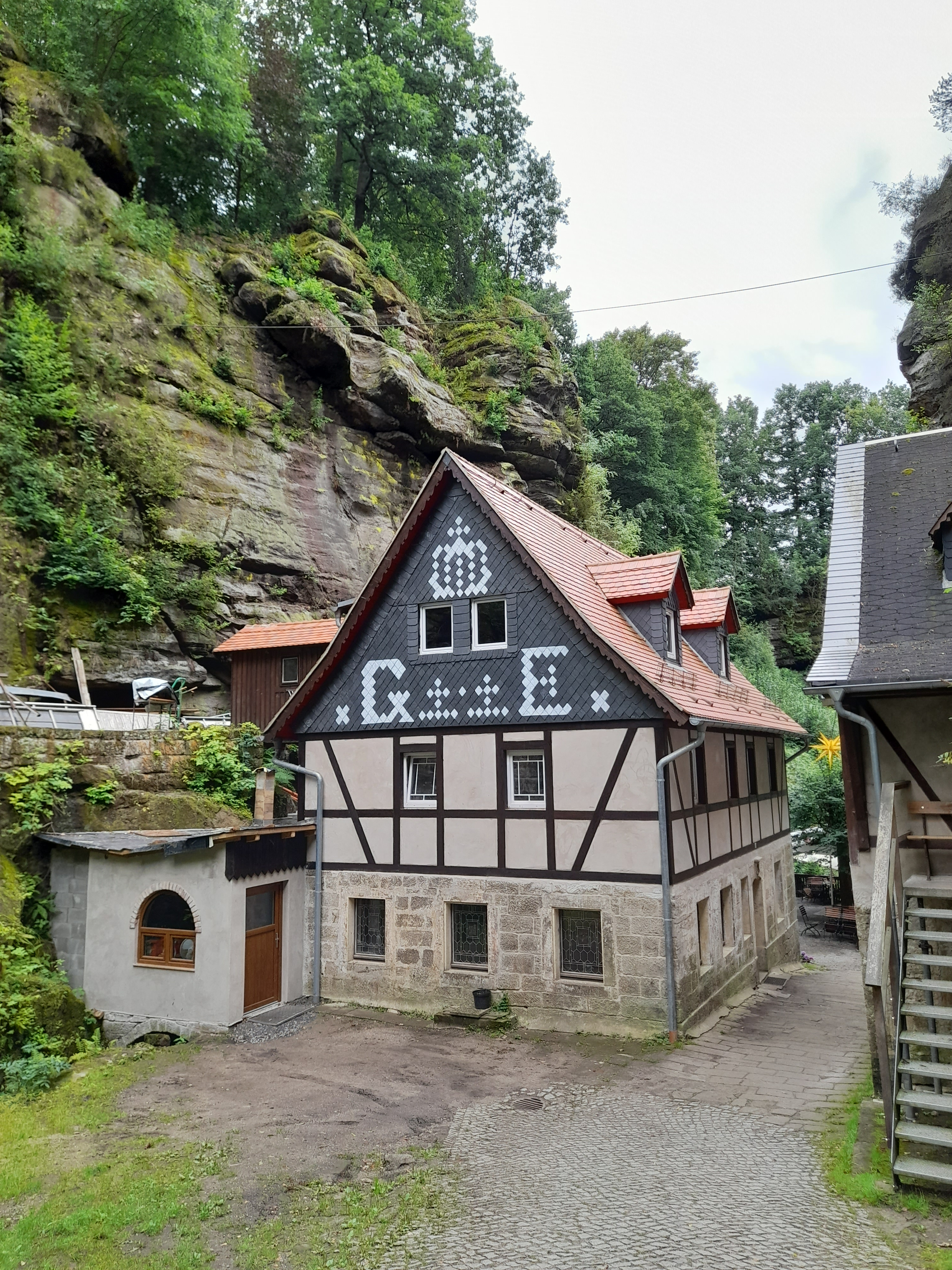
Rathewalder Mühle

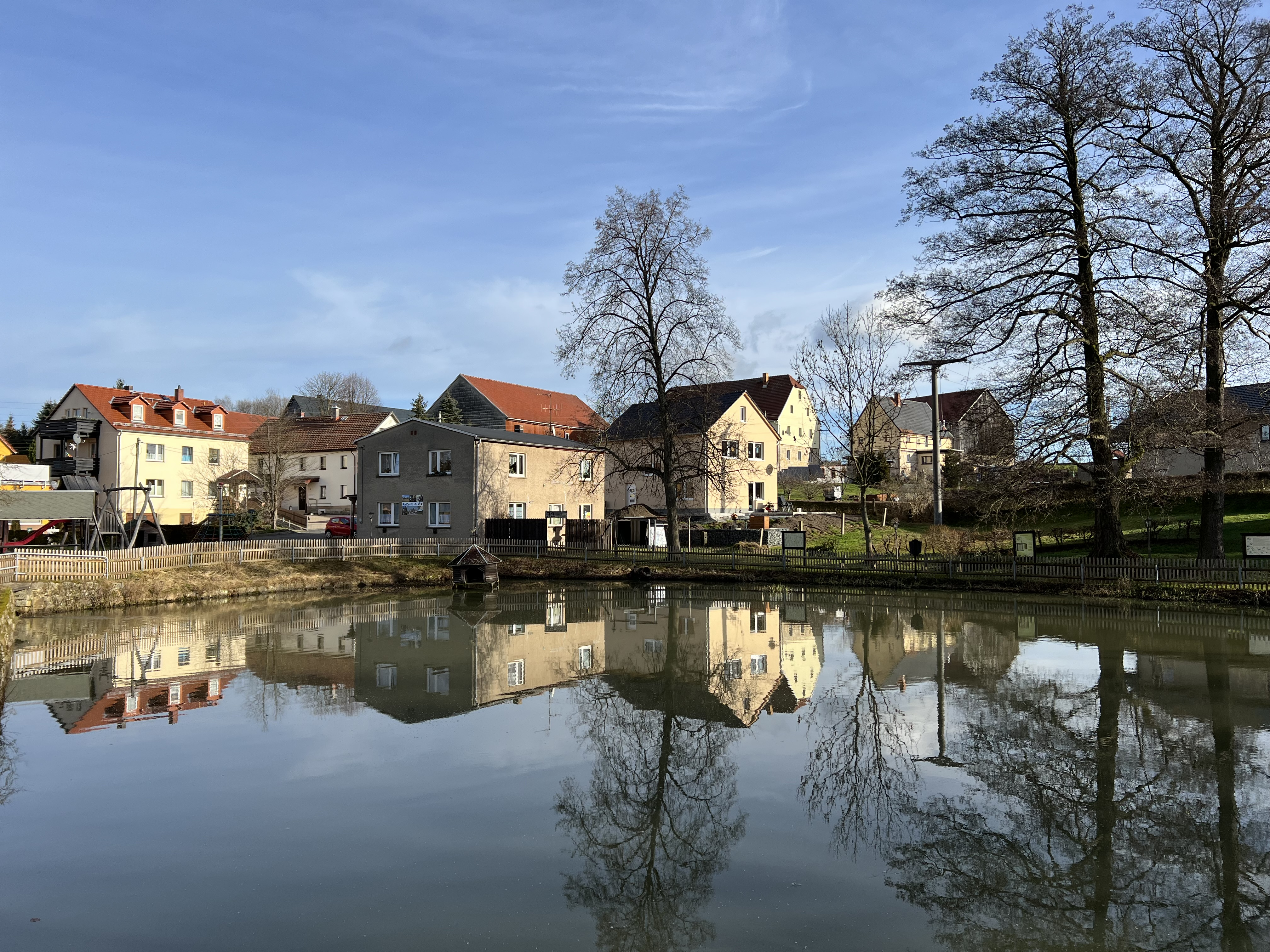
Dorfteich in Rathewalde

### Dorfkirche
Zu den Sehenswürdigkeiten von Rathewalde zählt die evangelische Dorfkirche. Das heutige Gebäude wurde 1860 erbaut, nachdem ein Vorgänger 1689 durch Brand zerstört worden war. Restaurierungen erfolgten in den Jahren 1971/72 (dabei Entfernung der Emporen) und 1987/88. Das Bauwerk ist ein verputzter Bruchsteinbau mit Dreiachtelschluss, der von Korbbogenfenstern erhellt wird. Ein Walmdach mit hohem Dachreiter und Wetterfahne mit der Jahreszahl 1891 schließt das Bauwerk ab. Das flachgedeckte Innere hat im Westen eine eingeschossige Empore und eine moderne Ausstattung. Zwei farbige Glasmalereien an der Ostseite sind auf das Jahr 1903 datiert und zeigen Geburt und Kreuzigung Jesu Christi.

### Mühle
Die Rathewalder Mühle ist ein Wohnmühlenhaus von 1794, der Rest der ehemaligen Schneidemühle und sogenannte »Bofe« (auch »Türmchen« genannt), dazu das Gästehaus (Pension) »Waldesruh« sowie zwei Mühlsteine der Felsenmühle.
Einige Fotos von der Rathewalder Mühle wurden bereits zur Zeit des Deutschen Kaiserreichs erstellt. In der Zwischenkriegszeit hat der Fotograf Walter Hahn mehrere Fotografien von Rathewalde inklusive einiger Luftbilder erstellt. Diese sind in der Deutschen Fotothek verfügbar.